# Wohn- und Wirtschaftsgebäude Bunkenburgsweg 40
Das Wohn- und Wirtschaftsgebäude Bunkenburgsweg 40 an der Ritterhuder Beeke in der niedersächsischen Gemeinde Ritterhude stammt aus der Mitte des 19. Jahrhunderts. Aktuell (2025) wird es als Wohnhaus genutzt.
Das Gebäude steht unter Denkmalschutz (siehe auch Liste der Baudenkmale in Ritterhude).

## Geschichte und Beschreibung
1182 wurde Hude erstmals in einer Urkunde des Klosters Osterholz erwähnt. Nach dem Ritter von Hude wurde der Ort später benannt.
Das eingeschossige giebelständige Gebäude als Zweiständer-Hallenhaus in Fachwerk mit Steinausfachungen und reetgedecktem Krüppelwalmdach mit kleinen Fledermausgauben, Uhlenloch, Ladeluke und Grooter Door mit geradem Abschluss wurde 1840 (Inschrift) gebaut.
Das Landesdenkmalamt befand u. a.: „… regionstypisches Hallenhaus in Zweiständerkonstruktion …“